# Habitação acessível
A habitação acessível é aquela que é considerada acessível para aqueles com rendimentos familiares iguais ou inferiores à mediana, conforme classificado pelo governo nacional ou por um governo local por um reconhecido índice de acessibilidade à habitação. A maior parte da literatura sobre habitação acessível refere-se a empréstimos hipotecários acessíveis e a uma série de formas que existem ao longo de um continuum – desde abrigos de emergência para sem-abrigo, habitação de transição, arrendamento não lucrativo (também conhecido como habitação social ou habitação subsidiada), arrendamento formal e informal, habitação indígena e terminando com a propriedade de habitação acessível. A procura de habitação acessível está geralmente associada à diminuição da acessibilidade à habitação, como por exemplo, aumentos das rendas, para além do aumento da falta de habitação.
A escolha de habitação é uma resposta a um conjunto complexo de impulsos económicos, sociais e psicológicos. Por exemplo, algumas famílias podem optar por gastar mais em habitação porque sentem que podem pagar, enquanto outras podem não ter escolha.
O aumento da oferta de habitação (seja habitação acessível ou habitação a preços de mercado) conduz a um aumento da acessibilidade à habitação em todos os segmentos do mercado imobiliário, caso a procura se mantenha reduzida durante um longo período de tempo.

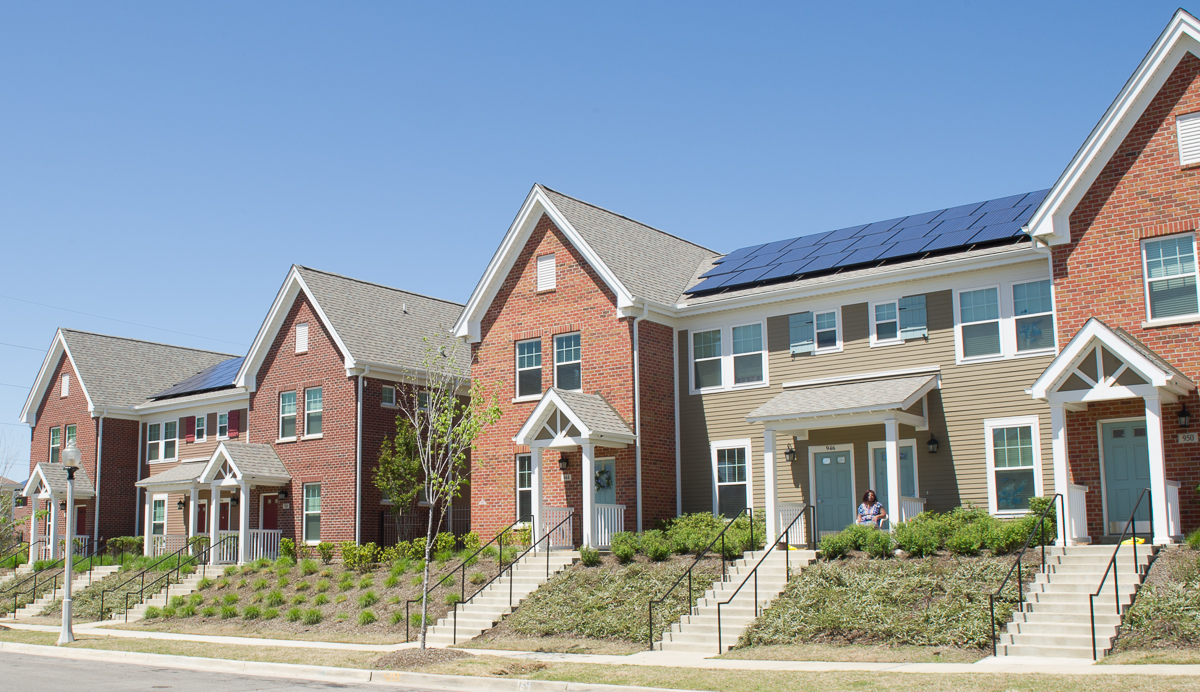
Legends Park West. Renovação de Habitação Acessível e de Renda Económica em Memphis, Tennessee, EUA.

## Definição e medição
Existem diversas formas de definir e medir a habitação acessível. A definição e a medição podem mudar em diferentes países, cidades ou para objetivos políticos específicos.

### Definições
A definição de habitação acessível pode mudar dependendo do país e do contexto. Por exemplo, na Austrália, o National Affordable Housing Summit Group desenvolveu a sua definição de habitação acessível como uma habitação que seja "...razoavelmente adequada em termos de padrão e localização para famílias de baixo ou médio rendimento e que não custe tanto que seja improvável que uma família consiga satisfazer outras necessidades básicas de forma sustentável". A habitação acessível no Reino Unido inclui "habitação social arrendada e intermédia, fornecida a famílias elegíveis especificadas cujas necessidades não são satisfeitas pelo mercado". Em alguns contextos, a habitação acessível pode significar apenas habitação subsidiada ou pública, enquanto noutros casos pode incluir habitação acessível naturalmente existente ou "acessível" para diferentes níveis de rendimento, desde famílias sem rendimentos a famílias de rendimentos moderados, mas com custos de vida elevados.

### Relação entre o preço mediano da casa e o rendimento
O indicador do múltiplo mediano (median multiple), recomendado pelo Banco Mundial e pela Organização das Nações Unidas (ONU), avalia a acessibilidade à habitação dividindo o preço mediano da casa pelo rendimento médio anual bruto do agregado familiar (antes de impostos).
Uma medida comum da acessibilidade em toda a comunidade é o número de casas que uma família com uma determinada percentagem do rendimento mediano pode pagar. Por exemplo, num mercado habitacional perfeitamente equilibrado, a família mediana poderia oficialmente pagar a opção de habitação mediana, enquanto aquelas com rendimentos inferiores à mediana não poderiam pagar a casa mediana. Uma acessibilidade de 50% para a casa mediana indica um mercado equilibrado.
Alguns países consideram aqueles que vivem em pobreza relativa, que é geralmente definida como aqueles que ganham menos de 60% do rendimento familiar mediano. Nos seus relatórios de política, consideram a presença ou ausência de habitação para as pessoas que ganham 60% do rendimento mediano.

### Custos de habitação em percentagem do rendimento bruto
A determinação da acessibilidade à habitação é complexa e a ferramenta comummente utilizada para calcular a relação entre os gastos com habitação e o rendimento tem sido questionada. Nos Estados Unidos e no Canadá, uma orientação comummente aceite para a acessibilidade à habitação é que o custo da habitação, incluindo os serviços públicos, não exceda 30% do rendimento bruto de uma família. Algumas definições incluem os custos de manutenção como parte dos custos de habitação. O Canadá, por exemplo, passou de 20% para 25% na década de 1950. Na década de 1980, esta regra foi substituída por 30%. A Índia utiliza uma regra dos 40%.
A Base de Dados de Habitação Acessível da OCDE estima a percentagem de despesas relacionadas com a habitação, incluindo rendas, rendas imputadas, energia, água e custos de manutenção, em percentagem das despesas de consumo final das famílias, por país.

### Abordagens do Índice de Acessibilidade à Habitação
Existem vários tipos de índices de acessibilidade à habitação que têm em conta diversos fatores, não apenas o rendimento, ao medir a acessibilidade à habitação.
O Instituto de Tecnologia de Massachusetts (MIT) desenvolveu um índice de acessibilidade à habitação que tenta captar o custo total da habitação por vários fatores, incluindo a acessibilidade ao emprego, as comodidades, os custos de transporte e o acesso aos transportes públicos, a qualidade das escolas, etc. Ao calcular o índice, o custo evidente das rendas e das prestações da hipoteca é modificado pelos custos ocultos destas escolhas. Outros grupos criaram também índices de acessibilidade à habitação baseados em comodidades.
O Center for Neighborhood Technology desenvolveu o Índice de Acessibilidade Habitação + Transporte (H+T) que fornece uma visão abrangente da acessibilidade que inclui tanto o custo da habitação como o custo do transporte ao nível do bairro. A CNT observa que a medição da acessibilidade de 30% do rendimento familiar resulta em pouco mais de metade (55%) dos bairros dos EUA serem considerados "acessíveis" para a família típica. Observam que tal medição não tem em conta os custos de transporte (como vários carros, gasolina, manutenção), que são geralmente a segunda maior despesa de uma família. Quando os custos de transporte são considerados na medição, o número de bairros acessíveis a nível nacional cai para 26%, resultando numa perda líquida de 59.768 bairros que os americanos podem realmente pagar. De acordo com a medição da CNT, as pessoas que vivem em bairros com uma localização eficiente, compactos, de uso misto e com acesso conveniente a empregos, serviços, transportes e comodidades tendem a ter custos de transporte mais baixos.

### Abordagens de rendimento e riqueza familiar
Alguns analistas acreditam que o rendimento é o principal factor – e não o preço e a disponibilidade – que determina a acessibilidade à habitação. Numa economia de mercado, a distribuição do rendimento é o principal determinante da quantidade e da qualidade da habitação obtida. Por conseguinte, compreender os desafios da habitação acessível requer a compreensão das tendências e disparidades de rendimento e riqueza. A habitação é, normalmente, o maior gasto individual das famílias de baixa e média renda. Para estas famílias, a casa é também a maior fonte de riqueza.
Outro método para estudar a acessibilidade considera o salário/hora regular dos trabalhadores a tempo inteiro que recebem apenas o salário mínimo (conforme estabelecido pelo governo local, regional ou nacional). Este método tenta determinar se os trabalhadores com este rendimento podem pagar uma habitação adequada.

## Economia

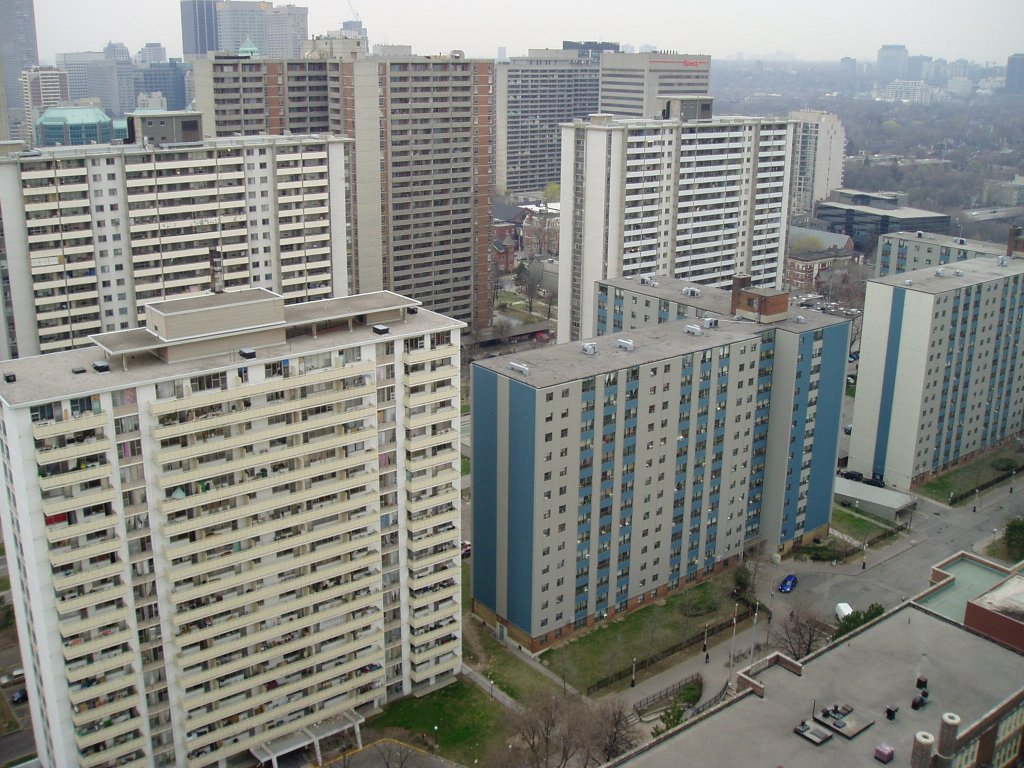
Habitação acessível, ou habitação de renda económica, no bairro de St. James Town, em Toronto, Ontário, Canadá.

### Fatores que afetam a procura de parque habitacional
Fatores:
- alterações demográficas, aumento da esperança de vida, diminuição do número de pessoas por habitação, redução do tamanho das famílias, maior propensão para viver sozinha
- jovens adultos a adiar a formação do seu próprio agregado familiar, alterações no desejo de adquirir casa própria
- deslocalização, por exemplo, êxodo urbano, êxodo rural, crescente convergência de densidade e urbanização regional
- crescimento populacional
- taxa de migração líquida (net migration rate)
- redução da rentabilidade de outras formas de investimento como alternativas ao investimento imobiliário

### Fatores que afetam a oferta de parque habitacional
Fatores:
- taxa de desenvolvimento imobiliário de habitações
- maiores ganhos com a valorização não melhorada dos terrenos
- disponibilidade de financiamento à habitação
- impostos, contribuições e taxas significativos cobrados pelo governo sobre as novas habitações
- taxas de juro baixas
- inovações no mercado hipotecário
- alterações nas licenças de planeamento
- alteração do zoneamento do uso do solo
- alterações nos códigos de construção
- taxas de impacto

### Equilíbrio entre a oferta e a procura

Curvas de oferta e procura com preço e quantidade.

Na investigação, existe uma ligação estabelecida entre a oferta de habitação e o preço das habitações; as habitações tendem a ser mais caras quando há escassez de habitações (quando a oferta não satisfaz a procura). Em alguns países, o mercado não tem conseguido satisfazer a crescente procura de parque habitacional a preços acessíveis. Embora a procura de habitação a preços acessíveis, particularmente de habitação para arrendamento acessível para pessoas com baixos e medianos rendimentos, tenha aumentado, a oferta não aumentou. Os YIMBYs (Sim, no meu quintal) defendem que construir mais habitação torna a habitação mais acessível. Os potenciais compradores de habitações são forçados a recorrer ao mercado de arrendamento, que também está sob pressão. Uma oferta inadequada de parque habitacional acessível aumenta a procura no setor de arrendamento privado e social e, em cenários de pior caso, resulta num aumento das taxas de sem-abrigo. As taxas de sem-abrigo estão correlacionadas com rendas mais elevadas, especialmente em áreas onde a renda excede 30% do rendimento mediano de uma área.

### Fatores que afetam as escolhas de propriedade (ex.: proprietário ocupante, arrendamento privado, arrendamento social)
Fatores:
- Taxas de emprego (employment-to-population ratio)
  - O aumento das taxas de desemprego aumenta a procura de rendas de mercado, de habitação social e a falta de habitação
- Rendimento familiar real
  - O rendimento familiar não acompanhou o aumento dos preços da habitação
- Acessibilidade das rendas e ocupação pelo proprietário
- Taxas de juro para empréstimos hipotecários
  - Disponibilidade de empréstimos hipotecários
- Níveis de confiança na economia e no mercado habitacional
  - A baixa confiança diminui a procura de ocupação por parte do proprietário.

### Desigualdade e habitação
Vários investigadores defendem que a escassez de habitação a preços acessíveis é causada, em parte, pela desigualdade de rendimentos. David Rodda observou que, entre 1984 e 1991, o número de unidades de arrendamento de qualidade diminuiu à medida que a procura por habitação de melhor qualidade aumentava. Através da gentrificação de bairros antigos, por exemplo, em East New York, os preços das rendas aumentaram rapidamente à medida que os proprietários encontravam novos residentes dispostos a pagar preços de mercado mais elevados por habitação, deixando as famílias de baixos rendimentos sem unidades para arrendar. A política de imposto habitacional ad valorem, combinada com o aumento dos preços, tornou difícil ou impossível para os residentes com baixos rendimentos acompanhar o ritmo.
A falta de habitação pública representa um fardo particular para as economias locais. Além disso, os consumidores individuais enfrentam atrasos nas hipotecas e dívidas excessivas e, por conseguinte, reduzem o consumo. Uma combinação de elevados custos de habitação e elevados níveis de endividamento contribui para a redução da poupança. Estes factores levar à redução do investimento em sectores essenciais e produtivos para o crescimento económico do país a médio e longo prazo.
A distribuição geográfica da habitação pública e as suas respectivas restrições proporcionam uma distribuição desproporcional de benefícios a determinados grupos económicos. Pesquisas constataram que as cidades são mais propensas a ter restrições de zoneamento, o que efetivamente limita a expansão de unidades habitacionais populares nestas áreas. Estas restrições de zoneamento aumentam os preços dos imóveis, forçando os promotores habitacionais que criam habitação subsidiada a procurar outras opções. As restrições de zoneamento levam as famílias de baixos rendimentos a viver em bairros com oportunidades reduzidas, restringindo o acesso às economias metropolitanas. Estes padrões de zonamento forçam, em última análise, o alargamento da desigualdade de rendimentos entre os diferentes grupos socioeconómicos, criando enclaves de bairros de baixos rendimentos e ricos. Estes enclaves ditam a distribuição da mão-de-obra, provocando uma distribuição geográfica das indústrias que exclui desproporcionalmente os residentes de baixos rendimentos dos sectores lucrativos, eternizando a desigualdade socioeconómica do país.

## Habitação acessível e urbanização

### Urbanização
À medida que a população mundial continua a aumentar (prevê-se que atinja os 9 mil milhões até meados do século XXI), cada vez mais pessoas habitam as cidades em busca dos benefícios da industrialização. Estes benefícios incluem oportunidades de emprego e melhores condições de vida com acesso a infraestruturas, educação, saúde e lazer. Este processo é conhecido como urbanização. O Banco Mundial refere que, até 2050, quase 7 em cada 10 pessoas no mundo viverão em cidades. Este tipo de crescimento, no entanto, traz desafios ao desenvolvimento urbano, dado que as cidades têm a tarefa de utilizar os recursos de forma eficiente, de acordo com a procura global de habitação acessível.

### Pobres e sem-abrigo urbanos

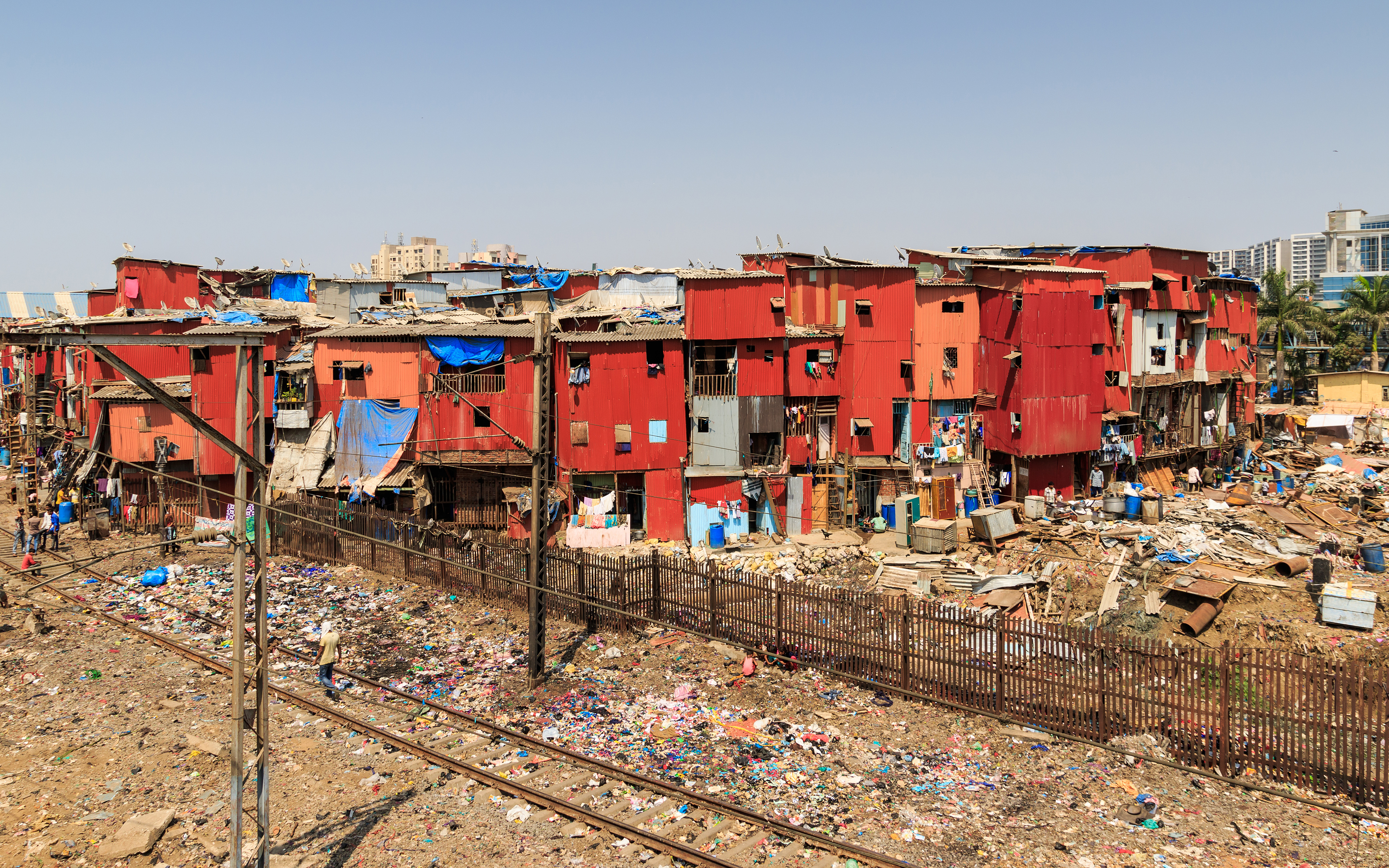
Bairros de lata (favelas) em Bombaim, na Índia.

Globalmente, estima-se que 1,6 mil milhões de pessoas vivam em condições de habitação inadequadas. A maior parte desta população vive em "bairros de lata urbanos", zonas residenciais densamente povoadas e empobrecidas, compostas por habitações densamente povoadas, carentes de abrigo adequado e de necessidades básicas como água potável, alimentação, instalações de higiene e electricidade. Os bairros de lata (favelas) formam-se geralmente nos países em desenvolvimento, à medida que as populações migram das zonas rurais para as zonas urbanas em busca de emprego e melhores condições de vida. No entanto, devido aos elevados custos de vida urbanos e a uma série de outros factores, como a estagnação económica, os migrantes vêem-se forçados a mudar-se para estes bairros de lata. O maior bairro de lata do mundo é Neza-Chalco-Itza, no México, que alberga quase quatro milhões de pessoas. Segundo as estimativas, em 2030, 1 em cada 4 pessoas no planeta viverá num bairro de lata ou noutro assentamento informal.
Entretanto, existem aproximadamente 140 milhões de pessoas em todo o mundo que estão sem casa, geralmente como resultado de terem sido despejadas de bairros de lata. Como os moradores de bairros de lata não possuem título ou contrato de arrendamento de propriedade, são frequentemente despejados das suas casas por alguém com direito à terra e ficam sem uma. O mesmo princípio é aplicado nos Estados Unidos, onde as pessoas que não conseguem pagar a sua hipoteca ou renda são despejadas e ficam sem abrigo.

## Habitação acessível e urbanização
A maioria dos mais de oito mil milhões de habitantes da Terra vive atualmente em áreas urbanas. Existem mais de 500 regiões urbanas com mais de um milhão de habitantes no mundo. As cidades tornam-se megacidades, regiões urbanas megalopolitanas e até "galáxias" com mais de 60 milhões de habitantes. A região do Delta do Yangtze-Grande Xangai ultrapassa agora os 80 milhões de habitantes. Tóquio-Yokohama, adjacente a Osaka-Kobe-Quioto, tem uma população combinada de 100 milhões de habitantes. O rápido crescimento populacional leva ao aumento da necessidade de habitação acessível em muitas cidades. A disponibilidade de habitação acessível perto de transportes públicos e ligada à distribuição de empregos tornou-se severamente desequilibrada neste período de rápida urbanização regional e crescente convergência de densidade.

## Impactos sociais e ambientais
A acessibilidade à habitação é mais do que apenas um problema pessoal enfrentado pelas famílias que não conseguem encontrar facilmente um lugar para viver. A falta de habitação acessível é considerada pelos planeadores urbanos como tendo efeitos negativos na saúde geral de toda uma comunidade.

### Desempenho do mercado de trabalho e transportes
A falta de habitação acessível pode tornar a mão-de-obra de baixo custo mais escassa e aumentar a procura de sistemas de transporte (à medida que os trabalhadores percorrem distâncias maiores entre os empregos e a habitação acessível). "Perante poucas opções acessíveis, muitas pessoas tentam encontrar habitação mais barata comprando ou arrendando mais longe do seu local de trabalho, mas as longas deslocações resultam frequentemente em custos de transporte mais elevados, que anulam qualquer poupança com a habitação". Esta tem sido chamada de abordagem "conduzir até se qualificar", que provoca desenvolvimento em áreas distantes e obriga as pessoas a conduzir distâncias maiores para chegar ao trabalho, fazer compras, levar os filhos à escola ou envolver-se noutras atividades. Uma habitação bem localizada pode poupar custos significativos de deslocação e, portanto, melhorar a economia geral da família, mesmo que a renda seja mais elevada do que uma habitação num local mais pobre. Um estudo de 2012 liderado pelo Instituto Pembina afirmou que as despesas adicionais com deslocações de longa distância anulavam frequentemente as poupanças associadas a custos de habitação mais baixos.
Tanto nas grandes áreas metropolitanas como nas cidades regionais onde os preços dos imóveis são elevados, a falta de habitação acessível coloca as empresas locais em desvantagem competitiva. São colocadas sob pressão salarial na tentativa de diminuir a diferença entre o rendimento e o preço da habitação. Os trabalhadores essenciais têm menos opções de habitação se os preços subirem para níveis incomportáveis. Variações na acessibilidade da habitação entre áreas podem criar obstáculos no mercado de trabalho. Os potenciais trabalhadores são desencorajados a mudar-se para áreas de menor acessibilidade. A falta de habitação acessível pode tornar a mão-de-obra de baixo custo mais escassa (à medida que os trabalhadores percorrem distâncias maiores).

### Saúde pública e educação
Para além do sofrimento causado às famílias que não conseguem encontrar um lugar para viver, a falta de habitação acessível é considerada por muitos urbanistas como tendo efeitos negativos na saúde geral de uma comunidade. Melhorar o conforto térmico em casa, especialmente para casas sem aquecimento adequado e para habitantes com doenças respiratórias crónicas, pode levar à melhoria da saúde e promover relações sociais. O aumento do custo da habitação nas cidades tem sido associado à queda das matrículas nas escolas locais.
O American Journal of Public Health reconhece a situação de sem-abrigo como um problema de saúde pública. Num inquérito de 2013, a falta de habitação acessível foi a principal causa de situação de sem-abrigo entre as famílias com crianças e indivíduos não acompanhados. Estudos do Canadian Journal of Psychiatry mostraram que o acesso rápido a habitação permanente com tratamento, reabilitação e serviços de apoio levou a uma redução dos custos dos serviços de abrigo e emergência.
A habitação acessível reduz a probabilidade de uma família ser forçada a mudar-se devido a desafios financeiros, como despejo, execução hipotecária ou aumento da renda. Um estudo focado nos efeitos da execução hipotecária no desempenho académico dos alunos no sistema de escolas públicas de Boston encontrou uma relação direta que sugere que as execuções hipotecárias têm um efeito negativo no desempenho e na assiduidade dos alunos, comparando com o desempenho e a assiduidade anteriores dos alunos. Um relatório técnico de 1996 também descobriu que os professores que ensinam alunos que tiveram de se mudar com elevada frequência tiveram de incluir uma redução no ritmo de instrução e mais revisão para acomodar a variação e a incerteza na aprendizagem dos alunos.

### Habitação acessível e sustentabilidade
Surgiu uma nova subdivisão de habitação acessível: habitação sustentável acessível. Muitos investigadores contribuíram para esta subdivisão, descobrindo métodos inovadores para tornar a habitação acessível menos prejudicial para o ambiente. Um método enfatizado é a criação de unidades habitacionais acessíveis resistentes a desastres para reduzir o impacto de desastres naturais relacionados com as alterações climáticas. Este método inclui a utilização de materiais de habitação resistentes às intempéries e a instalação de unidades habitacionais acessíveis em localizações geográficas resistentes a desastres. Outro método é a criação de novos padrões para empreendimentos habitacionais acessíveis, como a eficiência energética e a eficiência de localização, a elevada exposição à luz natural, e a plena acessibilidade para deficientes. Um estudo de Albert Chan e Michael Adabre sobre a relação entre habitação sustentável e habitação acessível concluiu que o estabelecimento de padrões energéticos e de localização ajudaria a reduzir os stressores ambientais, como as emissões de gases com efeito de estufa. A melhoria da sustentabilidade das unidades habitacionais acessíveis proporciona benefícios como a redução dos custos energéticos, o aumento da contribuição socioeconómica da habitação sustentável e o maior conforto para os residentes de habitações sustentáveis.

### Valor das habitações
De acordo com um estudo de 2022, os projetos de Crédito Fiscal para Habitação de Renda Baixa (Low-Income Housing Tax Credit, LIHTC) nos Estados Unidos aumentam o valor dos terrenos nos bairros vizinhos.

## Habitação acessível e políticas públicas

### Contexto
Os decisores políticos a todos os níveis – global, nacional, regional, municipal e associações comunitárias – estão a tentar responder à questão da habitação acessível, uma crise altamente complexa de proporções globais, com uma miríade de instrumentos de política. Estas respostas vão desde ferramentas de financiamento paliativo a alterações infraestruturais intergovernamentais de longo prazo. Houve um aumento entre os decisores políticos em relação à habitação acessível, uma vez que o preço da habitação aumentou drasticamente, criando uma crise na habitação acessível. Além disso, o processo de ponderação dos impactos da localização de habitação acessível é bastante controverso e pode ter implicações raciais e de classe social.
A política de habitação acessível possui elementos políticos, filosóficos e éticos. Em termos mais simples, a acessibilidade à habitação refere-se à quantidade de capital disponível em relação ao preço dos bens a obter. As políticas públicas são informadas por pressupostos subjacentes sobre a natureza da própria habitação. A habitação é uma necessidade básica, um direito constitucional, uma prerrogativa e um bem público. E não uma mera escolha de consumo familiar, uma qualquer mercadoria ou um qualquer investimento dentro do sistema de mercado livre. "As políticas de habitação constituem um teste decisivo notável aos valores e competência dos políticos em todos os níveis de governo e das diversas comunidades que os influenciam. Muitas vezes, este teste mede simplesmente a empatia ou a frieza dos decisores políticos ricos e seguros em relação a famílias de estatuto socioeconómico mais baixo".
Para combater os bairros de lata (favelas), a falta de habitação e outros impactos sociais e económicos da inacessibilidade à habitação, muitos grupos têm defendido o "direito à habitação". O artigo 25.º da Declaração Universal dos Direitos Humanos reconhece o direito à habitação como parte do direito a um nível de vida adequado. O artigo 11.º, n.º 1 do Pacto Internacional sobre os Direitos Económicos, Sociais e Culturais (PIDESC) garante também o direito à habitação como parte do direito a um nível de vida adequado. Muitos grupos de defesa dos direitos à habitação tentam também combater questões sociais e políticas relacionadas com o acesso a habitação de qualidade e acessível, como a discriminação na habitação, a discriminação social, a discriminação racial e a falta de acesso a comodidades e serviços básicos em áreas com habitação acessível, incluindo desertos alimentares (ausência de supermercados em zonas de habitação acessível) e desertos de transporte (ausência de infraestruturas de transporte em zonas de habitação acessível).

### Abordagens baseadas no mercado
Um meio potencial para abordar a questão da habitação acessível é através de instrumentos de política pública que se concentrem na procura do mercado, programas que ajudem as famílias a atingir metas financeiras que tornem a habitação acessível. Estas podem incluir abordagens que simplesmente promovam o crescimento económico em geral – na esperança de que uma economia mais forte, taxas de emprego mais elevadas e salários mais elevados aumentem a capacidade das famílias de adquirir habitação a preços de mercado. As políticas do governo  definem as práticas bancárias e de crédito à habitação, as medidas fiscais e regulamentares que afetam os materiais de construção e as práticas profissionais (por exemplo, a regulação das transações imobiliárias). O poder de compra das famílias individuais pode ser aumentado através de políticas fiscais e tributárias que resultem na redução do custo das hipotecas e do custo dos empréstimos. As políticas públicas podem incluir a implementação de programas de subsídios e padrões de incentivo para as famílias medianas. Para os grupos mais vulneráveis, como os idosos, as famílias monoparentais, as pessoas com deficiência, etc., pode ser implementada alguma forma de estratégia de subsídio com financiamento público, proporcionando às famílias individuais rendimentos adequados para pagar a habitação.
Atualmente, as políticas que facilitam a produção pelo lado da oferta incluem políticas favoráveis ao uso do solo, como o zoneamento inclusivo, a flexibilização das regulamentações ambientais e a aplicação de quotas obrigatórias de habitação acessível em todos os novos empreendimentos.
Em alguns países, como o Canadá e os Estados Unidos, os governos municipais começaram a desempenhar um papel mais importante no desenvolvimento e implementação de políticas relativas à forma e à densidade de habitações municipais em distritos residenciais, já na década de 1950. A nível municipal, as ferramentas políticas promovidas incluem permissões de zonamento para diversos tipos de habitação ou tipos de Falta de Habitação Média (Missing Middle Housing), como duplexes, casas de campo, casas geminadas, quatroplexes e unidades habitacionais acessórias. Alguns municípios também reduziram a quantidade de lugares de estacionamento que devem ser construídos para uma nova estrutura, de forma a reduzir os custos de aquisição de terrenos e de construção. Outras estratégias comuns incluem a redução dos custos de licenciamento e dos tempos de espera para novas habitações, a permissão para o desenvolvimento de pequenos lotes, isenções fiscais para multifamiliares, bónus de densidade, a preservação de habitações económicas existentes e o desenvolvimento orientado para o transporte público.
A habitação acessível existente pode ser utilizada em vez da construção de novas estruturas. A isto se chama Habitação Acessível Naturalmente Ocorrente (Naturally Occurring Affordable Housing, NOAH).
Numa Cooperativa de Habitação, as pessoas associam-se democraticamente para possuir ou gerir a unidade habitacional em que vivem. Geralmente, estas unidades habitacionais são propriedade e controladas coletivamente por uma cooperativa, que por sua vez é detida e controlada conjuntamente por um grupo de indivíduos que detêm quotas iguais nessa cooperativa. Nas cooperativas com participação acionista de mercado, os proprietários podem acumular capital e vender a sua participação na sociedade anónima a preço de mercado. Numa cooperativa de habitação com participação acionista limitada, existem restrições governamentais aos lucros que os membros podem obter com a venda da sua participação (como limites ao preço de venda) para manter a habitação acessível.
Os Fundos Comunitários de Terras são organizações sem fins lucrativos que detêm terras, habitações ou outros bens em nome de um bairro ou comunidade. Um fundo comunitário de terras adquire e mantém a propriedade da terra através de uma organização sem fins lucrativos que a mantém num fundo. Os proprietários compram ou constroem então uma casa na propriedade do fundo, na modalidade de direito de superfície, mas não compram o terreno, reduzindo assim os custos. Se o proprietário vender a habitação, terá um limite no valor pelo qual a pode vender ou a família poderá ganhar apenas uma parte do aumento do valor da propriedade, de forma a não haver crime de enriquecimento ilícito, sendo o restante mantido pelo fundo para preservar a habitação pública. Existem mais de 225 fundos comunitários de terras nos Estados Unidos.

#### Direito de construir
Um artigo da escritora libertária Virginia Postrel, publicado na edição de Novembro de 2007 da revista Atlantic Monthly, relatava um estudo sobre o custo de obtenção do "direito de construir" (p.e. permissão de construção, burocracia, etc.) em diferentes cidades dos EUA. O custo do "direito de construir" não inclui o custo do terreno nem o custo da construção da habitação. O estudo foi conduzido pelos economistas da Universidade de Harvard Edward Glaeser e Kristina Tobio. De acordo com o gráfico que acompanha o artigo, o custo de obtenção do "direito de construir" acrescenta aproximadamente 600.000 dólares ao custo de cada nova habitação construída em São Francisco. O estudo, citado, publicado por Ed Glaeser e Joseph Gyourko, chegou à sua conclusão sobre o valor do direito de construir em diferentes localidades com base numa metodologia de comparação do custo de habitações unifamiliares em lotes de um quarto de acre versus meio acre para obter um preço marginal do terreno e, em seguida, comparar o preço de venda das habitações com os custos de construção para obter um preço do terreno mais outros custos, sendo a diferença entre os dois atribuída ao custo do zoneamento e de outras autorizações e regulamentos do governo local.

### Restrições governamentais à habitação acessível e outras autorizações e regulamentos governamentais locais

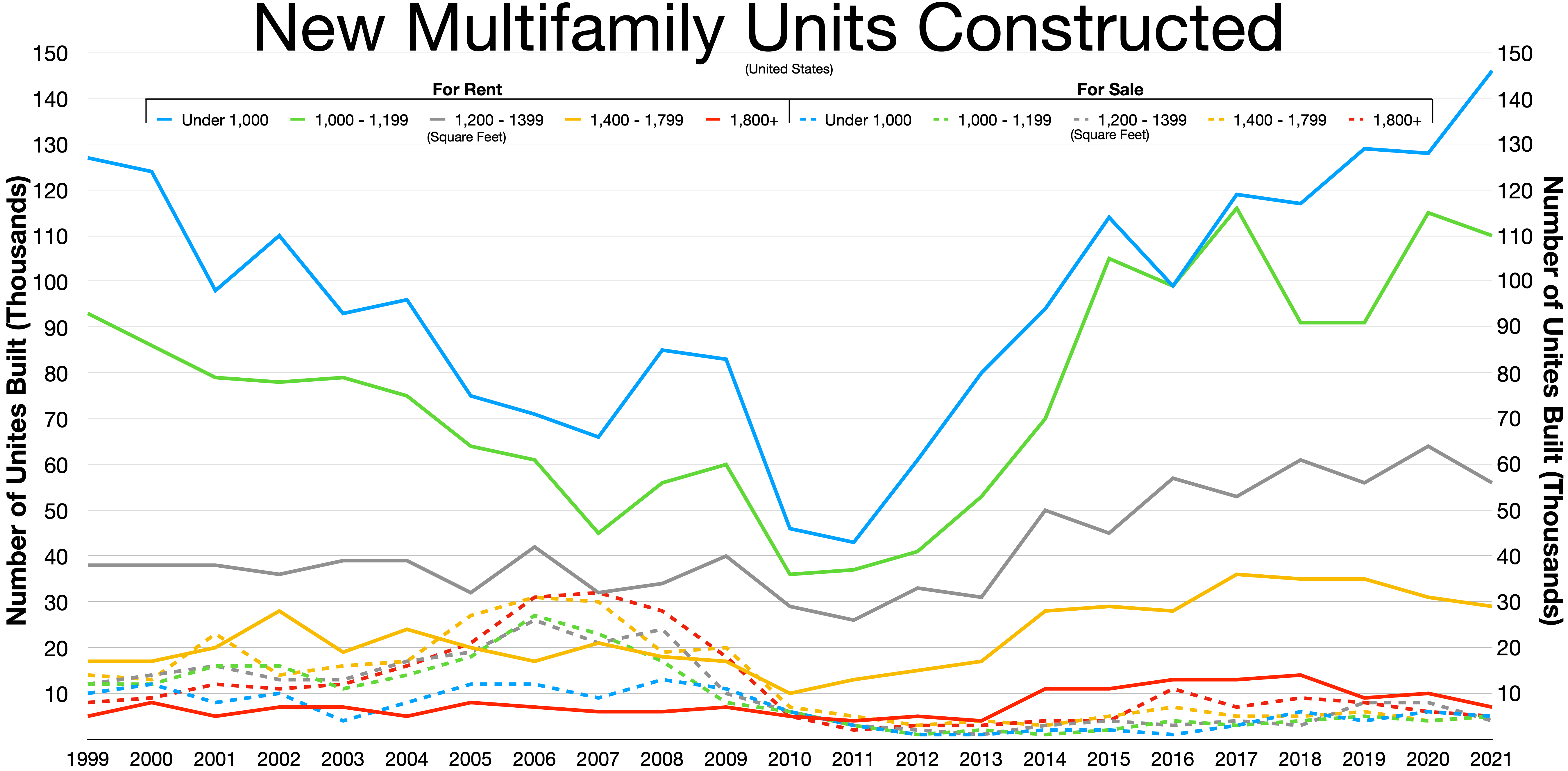
Novas unidades multifamiliares construídas nos EUA.

Muitos governos impõem restrições ao tamanho ou custo de uma habitação em que as pessoas podem viver, tornando essencialmente ilegal viver permanentemente numa casa demasiado pequena, de baixo custo ou que não cumpra outros requisitos definidos pelo governo. Geralmente, estas leis são implementadas numa tentativa de elevar o "padrão" percebido de habitação em todo o país. Isto pode levar a que milhares de casas em todo o país fiquem vazias durante grande parte do ano, mesmo quando há uma grande necessidade de habitação mais acessível; é o caso em países como a Suécia, Noruega, Finlândia e Dinamarca, onde existe uma tradição comum de ter uma casa de verão. Isto, por vezes, levanta preocupações quanto ao respeito aos direitos como o direito de utilização da propriedade.
Nos Estados Unidos, a maioria das cidades tem códigos de zoneamento que definem o tamanho mínimo de uma unidade habitacional (geralmente 37 metros quadrados), bem como o número de pessoas não relacionadas que podem viver juntas numa unidade, resultando na "proibição da faixa inferior do mercado imobiliário privado, elevando as rendas de tudo o que está acima dela". Na Califórnia, em 2021, os investigadores estimaram que os requisitos de estacionamento aumentam o custo de construção de habitações a preços acessíveis até 36.000 dólares por unidade, e até 75.000 dólares por unidade em cidades como Los Angeles e São Francisco. Até 2018, em Los Angeles, para que um empreendimento habitacional acessível fosse autorizado a ser construído, era necessária uma "carta de reconhecimento" do vereador em cujo distrito seria construído. Isto permitiu que os vereadores bloqueassem os empreendimentos habitacionais populares no seu distrito sem terem de apresentar qualquer justificação.
Em 2021, o antigo Presidente Joe Biden lançou o programa de Vales de Habitação de Emergência (Emergency Housing Vouchers, EVH) como parte do Plano Americano de Resgate Económico, desenvolvido após a pandemia de COVID-19 para ajudar os americanos que sofrem violência doméstica, sem-abrigo e tráfico humano. A 6 de março de 2025, o Departamento de Habitação e Desenvolvimento Urbano dos EUA, emitiu uma carta anunciando que o financiamento do programa deverá terminar em 2026.

### Abordagens baseadas em subsídios
A habitação subsidiada é uma assistência económica patrocinada pelo governo ou por organizações sem fins lucrativos, com o objetivo de aliviar os custos e as despesas com a habitação, geralmente para pessoas com rendimentos baixos a moderados. As abordagens baseadas em subsídios podem assumir a forma de subsídios de renda patrocinados pelo governo, suplementos de renda patrocinados pelo governo, créditos fiscais ou habitação fornecida por uma organização sem fins lucrativos.
Numa cooperativa de habitação de ajuda mútua, um grupo de famílias forma uma cooperativa para construir, possuir e gerir coletivamente terrenos, participando no processo de construção da habitação para a cooperativa. Cada família é responsável por contribuir com mão-de-obra para a construção do complexo habitacional de forma a reduzir os custos, e os membros assumem responsabilidades antes, durante e depois da construção. A Federação Uruguaia de Cooperativas de Habitação de Ajuda Mútua (FUCVAM) concluiu quase 500 cooperativas de habitação que albergam mais de 25.000 famílias.

### Abordagens de habitação pública, estatal ou social

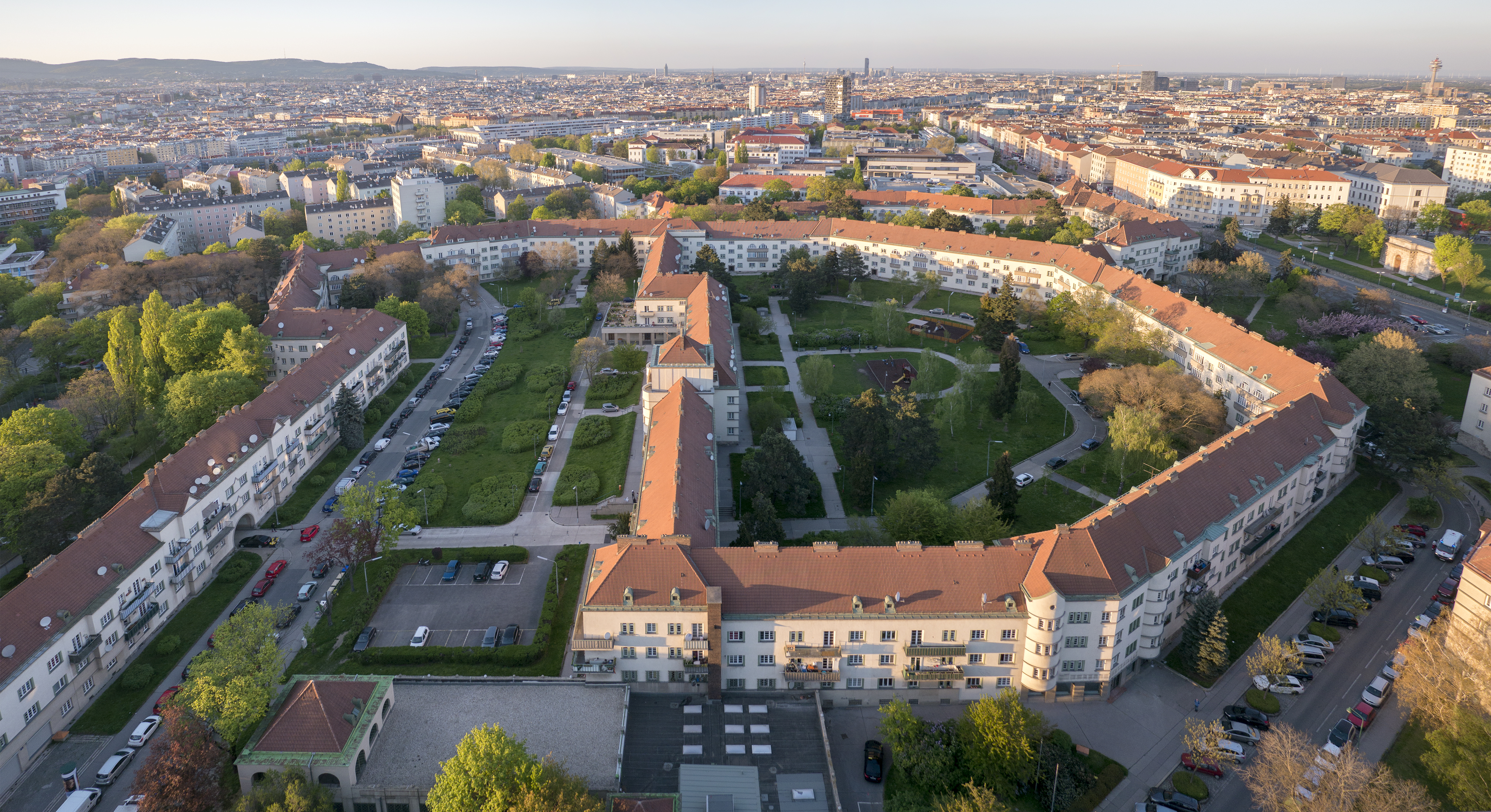
O George-Washington-Hof é uma habitação social (pública) protegida em Viena, Áustria.

A habitação pública é uma forma de posse de habitação na qual a propriedade é geralmente construída e detida por uma autoridade governamental, central ou local. Em alguns países, a habitação pública concentra-se em fornecer habitação acessível a pessoas com baixos rendimentos, enquanto noutros, como Singapura, os cidadãos de uma vasta faixa de rendimentos vivem em habitações públicas. Em Viena, Áustria, a habitação social pode ser totalmente construída e gerida pelo governo ou incluir uma mistura de terrenos públicos e construção e gestão do sector privado. Combinados, os dois tipos de habitação representam cerca de 46% do parque habitacional da cidade (26% de propriedade e gestão governamental e 20% de uma parceria público-privada) e albergam pessoas com uma grande variedade de rendimentos. Na Coreia do Sul, a Korea Land & Housing Corporation (LH), empresa pública, forneceu casas a 2,9 milhões de agregados familiares de todos os estratos sociais, o que representa 15% do total nacional de 19,56 milhões de agregados familiares. Isto inclui 2,7 milhões de habitações públicas recém-construídas e 1,03 milhões de casas para arrendamento, das quais 260.000 foram compradas ou alugadas pela Korea Land & Housing Corporation (LH).

### Abordagens baseadas no projeto

#### Unidades habitacionais em contentores

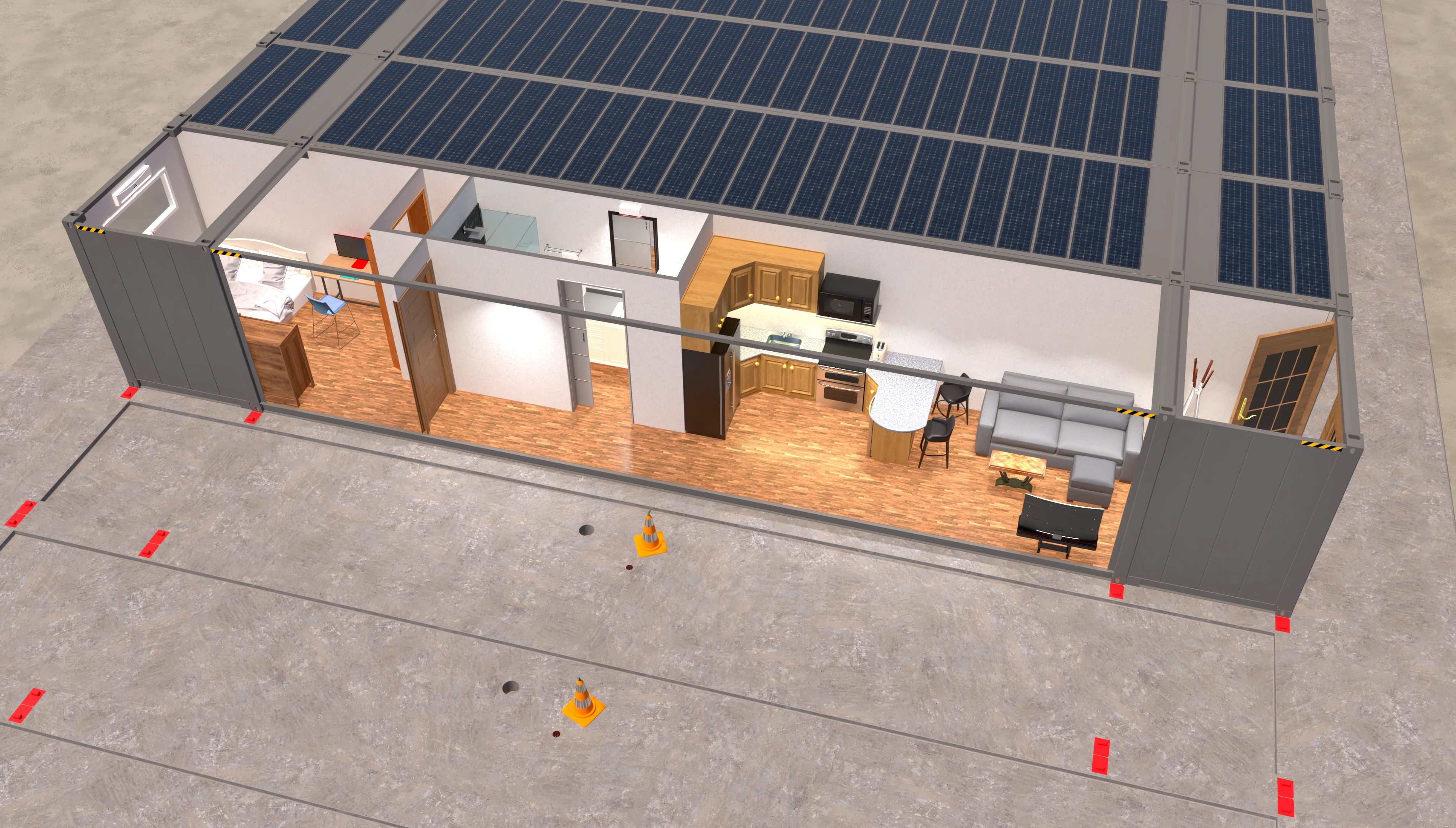
Habitação de contentor refrigerado de 53 metros.

As unidades habitacionais em contentores são unidades habitacionais pré-fabricadas, construídas com contentores para transporte marítimo ou similares. Podem ser empilhadas ou ligadas para formar uma casa maior ou para formar um bloco de habitações multifamiliares. Os contentores refrigerados ou contentores refrigerados são contentores construídos para transportar produtos refrigerados ou congelados. Comparativamente aos contentores para transporte marítimo padrão, possuem um bom isolamento (valor R) nas paredes, teto e chão, mantendo uma temperatura mais confortável.

#### Triplex de três pisos
As habitações triplex de três andares são mais comuns na região da Nova Inglaterra e tornaram-se populares no final do século XIX e início do século XX com a imigração da Europa nessa época. Cada piso é próprio ou alugado. Se forem propriedade de um condomínio, a Associação de Proprietários de Imóveis (Homeowners' Association, HOA) mantém a propriedade da área exterior e do quintal.

#### Acima de 1
Os edifícios com 5 sobre 1 (five-over-one) até 1 sobre 1 têm lugares de estacionamento abaixo dos espaços habitacionais e permitem uma maior densidade de construção, porque os parques de estacionamento ocupam muito espaço e o estacionamento na rua limita a densidade de zoneamento para um lote específico.

#### Reutilização adaptativa
Nos Estados Unidos, a "reutilização adaptativa" foi proposta por especialistas em habitação acessível como forma de aumentar a oferta de habitação a preços acessíveis. Ao contrário das novas construções, a reutilização adaptativa envolve a reutilização de estruturas antigas em habitações ou empreendimentos de uso misto. Isto é considerado mais sustentável do que a construção de novas construções, uma vez que as estruturas desenvolvidas já existem como edifícios subutilizados, abandonados ou funcionalmente obsoletos. A reutilização adaptativa também foi descrita como menos dispendiosa do que as novas construções.
De acordo com as estimativas para 2023, 90% do crescimento habitacional nos EUA até 2033 envolverá a reutilização adaptativa de edifícios existentes, em vez de novas construções.

## Habitação acessível por país
Diferentes países e cidades de todo o mundo encontraram formas únicas de responder à necessidade de habitação acessível. Em algumas províncias da China, por exemplo, os governos locais instituíram "quotas de terras negociáveis". Estas quotas permitem que as empresas de construção construam novas unidades habitacionais fora dos limites da cidade e, em troca, os terrenos fora da cidade são protegidos contra o desenvolvimento. Por outro lado, em Los Angeles, a câmara municipal instituiu legislação que permite que os hotéis sejam transformados em unidades habitacionais acessíveis, independentemente das regulamentações de zoneamento. Em Bruxelas, um gabinete de arquitetura conseguiu renovar uma fábrica de sabão, criando unidades habitacionais acessíveis que incluíam apartamentos de um a seis quartos, estúdios, lofts e duplexes. Estas unidades residenciais são também energeticamente eficientes, pelo que apresentam benefícios sociais e ambientais.
Embora as práticas de construção inovadoras tenham sido incrivelmente bem-sucedidas em países como a Nigéria e a Índia, as cidades dos países mais desenvolvidos encontraram formas únicas de aumentar a oferta de habitação a preços acessíveis em áreas urbanas densamente povoadas através de parcerias com promotores habitacionais privados. Por exemplo, na Alemanha, cidades como Berlim e Hamburgo estabeleceram parcerias com promotores imobiliários privados para construir novas unidades habitacionais económicas. Num acordo de 2011, os promotores habitacionais em Hamburgo concordaram em construir 3.500 novas unidades habitacionais por ano, e 30% destas unidades estariam disponíveis apenas para famílias de baixos e medianos rendimentos. Para apoiar o trabalho do promotor habitacional, a câmara municipal de Hamburgo concordou em fornecer terrenos propriedade da cidade e adquirir terrenos privados nos quais as unidades seriam construídas. Além disso, Hamburgo modificou as normas de planeamento urbano em locais ocupados predominantemente por pessoas com baixos rendimentos para simplificar o processo de construção de habitações económicas. Por outro lado, em Berlim, a Aliança para a Construção de Habitação, criada em 2014, reuniu o governo local de Berlim, proprietários privados e proprietários de serviços públicos para tornar o arrendamento de unidades na cidade mais acessível. Os proprietários de serviços públicos, como as organizações sem fins lucrativos, concordaram em construir 3.000 novas habitações por ano. Entre 300 e 1.000 destas unidades foram fornecidas como "rendas sem fins lucrativos". Além disso, os proprietários privados concordaram em construir 6.000 unidades por ano, e entre 600 e 1.200 dessas unidades foram fornecidas como "rendas sem fins lucrativos".

## Pessoas notáveis
- Trudy McFall, cofundadora e presidente da "Homes for America" em 1994.